# 비키 (1977년)
비키(본명: 비키 킴, 김가영, 1977년 9월 9일 ~ )는 음악 그룹 디바에 속해 있는 가수 겸 래퍼이다.

## 디스코그래피

### 음반
- 1997년 1집 Funky Diva
- 1998년 2집 SNAPPYDIVA`S
- 1999년 영어앨범 Dream
- 1999년 3집 Millennium
- 2000년 4집 Naughty Diva
- 2001년 5집 딱이야
- 2002년 6집 Luxury Diva
- 2003년 Best World and Special Non-Stop
- 2004년 7집 Renaissance
- 2005년 8집 Only Diva

### OST
- 2001년 영화 신라의 달밤 참여(정말싫어!)
- 2003년 영화 Projectx 참여(미련)